# Saint-Michel-Loubéjou
Saint-Michel-Loubéjou – miejscowość i gmina we Francji, w regionie Oksytania, w departamencie Lot.
Według danych na rok 1990 gminę zamieszkiwało 296 osób, a gęstość zaludnienia wynosiła 56 osób/km² (wśród 3020 gmin regionu Midi-Pireneje Saint-Michel-Loubéjou plasuje się na 771. miejscu pod względem liczby ludności, natomiast pod względem powierzchni na miejscu 1463.).